# フリー・スピリッツ
フリー・スピリッツ（The Free Spirits）は、最初期のジャズ・ロック・グループとして認められたアメリカ合衆国のバンドである。バンドはポップ・ミュージックとガレージロックの要素も取り入れていた。

## 略歴
バンドはニューヨークでジャズのグループとして結成された。ベイカーを除くすべてのメンバーがジャズのバック・グラウンドを持っていた。ドラマーのボブ・モーゼスによると、ギタリストのラリー・コリエルがグループをよりロック志向の音楽に変えたという。バンドはザ・シーンと呼ばれるニューヨークのクラブで数回演奏したが、ショーからはほとんどお金を稼げなかった。バンドはミッチ・ライダーやラスカルズとも共演した。
1967年までに、コリエルはゲイリー・バートンと演奏するためにバンドを脱退した。モーゼスもバートンの元に合流したのは、「コリエルがいなければ同じような音楽にならないことを知っていた」ためである。残されたペッパー、ヒルズ、ベイカーは、Hammond C-3オルガンのリー・レイノール (Lee Reinoehl)、ドラムのジョン・ウォーラー (John Waller)とジム・ジトロ (Jim Zitro)の両名を迎え、「エヴリシング・イズ・エヴリシング」というバンドを結成した。彼らはヴァンガード・レコードから、ペッパーの作曲した「Witchi Tai To」を含むセルフタイトルのアルバムをリリースしている。モーゼスは、後にジャック・ディジョネット、スティーヴ・スワロウ、パット・メセニー、ジャコ・パストリアス、そしてコリエルとレコーディングすることとなった。

## ディスコグラフィ

### アルバム
- 『アート・ロックの夜明け』 - Out of Sight and Sound (1967年、ABC)
- Live at the Scene (2011年、Sunbeam) ※ライブ